# Juan Francisco Antonio de Escandón
Francisco Antonio de Escandón, C.R. (ur. ? w Madrycie, zm. 28 kwietnia 1739 r. w Limie) – hiszpański duchowny katolicki, biskup ordynariusz Concepción w latach 1723–1731, a następnie Quito w latach 1731–1732, jedenasty arcybiskup metropolita limski oraz prymas Peru od 1732 roku.

## Życiorys
Na temat jego pierwszych lat życia niewiele wiadomo, poza tym, że pochodził z Madrytu. Zasłynął jako kaznodzieja na dworze królewskim Filipa V Burbona w Hiszpanii i z jego inicjatywy został przedstawiony do objęcia wakującego biskupstwa Cerdeña na Sardynii, należącej wówczas do Królestwa Neapolu rządzonego także przez dynastię Burbonów. Nie zdecydował się jednak na jego objęcie, ponieważ wolał przebywać w Hiszpanii i prowadzić ascetyczny tryb życia. Niedługo potem papież Innocenty XIII prekonizował go biskupem Concepcion w 1723 roku.
W tym samym roku miała miejsce jego konsekracja biskupia, po której udał się do Ameryki Południowej, w celu objęcia rządów w diecezji. Zastał ją z nieliczną liczbą kapłanów oraz ze zniszczoną katedrą. Z pomocą króla i miejscowego społeczeństwa udało mu się odbudować katedrę oraz zwiększyć liczbę kapłanów. Ponadto prowadził misję ewangelizacyjną wśród indiańskiego plemienia Araukanów.
Wiele uwagi poświęcił miejscowemu seminarium duchownemu do którego w 1724 roku sprowadził jezuitów, którzy zajęli się działalnością dydaktyczno-wychowawczą młodych alumnów, które wkrótce potem opuściło pierwszych 40 absolwentów. Dbał także o rozwój zakonów sprowadzając z Limy trynitarzy.
8 lipca 1730 roku na obszarze Chile miało miejsce trzęsienie ziemi, w wyniku którego śmierć poniosło wiele osób, a uszkodzeniu i zniszczeniu uległo wiele miejscowości. Biskup Juan Francisco prowadził działalność charytatywną na rzecz poszkodowanych, udzielając im wsparcia materialnego z własnych środków pieniężnych.
Rok później – 18 czerwca 1731, został przeniesiony przez papieża Klemensa XII na biskupstwo w Quito. Nie zdołał objąć jednak swojej nowej diecezji, ponieważ w trakcie podróży do Ekwadoru otrzymał nowe polecenie od Stolicy Apostolskiej przejęcia funkcji arcybiskupa metropolity limskiego i prymasa Peru 13 lutego 1732 roku.
Rządy w archidiecezji limskiej objął 23 lutego tego samego roku i rozpoczął je od przeprowadzenia wizyty duszpasterskiej do klasztorów i kościołów w mieście, a następnie udał się do Ica, gdzie spędził trzy miesiące, po czym wyruszył w dalszą podróż do miejscowości położonych w dystrykcie Chancay.
Po powrocie jeszcze w 1732 roku położył kres zamieszkom mającym miejsce w klasztorze żeńskim pod wezwaniem Wcielenia Pańskiego, należącego do największych tego typu placówek w Limie. Bunt zakonnic związany rozpoczął się w 1729 roku i związany był z wyborami ksieni, którą ponownie została Maria de las Nieves, uzyskawszy największą liczbę głosów, jednak jej ponowny wybór był niezgodny ze statutem, zakazującym reelekcji na to stanowisko. W związku z tym poprzedni arcybiskup Fray Diego Morcillo uznał wybór za nieważny i wybrał na ten urząd siostrę Rosę de la Cueva, która zdobyła w głosowaniu drugie miejsce. Do podzielonego na dwa nawzajem zwalczające się obozy klasztoru wybuchały coraz liczniejsze skandale, co doprowadziło do wprowadzenia przez abp. Morcillo surowych zakazów dla sióstr zakonnych oraz użycia siły zbrojnej. Jego następca abp Escandonowi udało się zakończyć konflikt poprzez zawarcie ugody.
Zmarł w 1739 roku w Limie po ośmiu latach rządów w archidiecezji.